# سنگ‌چشم-کوکو
سنگ‌چشم-کوکو یا کوکوسنگ‌چشم یا فاخته‌نما (نام علمی: Campephagidae) نام یک تیره از راسته گنجشک‌سانان است.